# Парк «Дубки» (Ірпінь)
Міський парк культури та відпочинку «Дубки» — парк відпочинку на вулиці Соборній міста Ірпінь, в місцині Романівка.
Загальна площа оновленого парку складає близько 4 гектарів. Парк обмежений на сході вулицею Соборною, на півночі — Щасливою, південною межею є вулиця Мінеральна.
Заснований на початку 70-х років XX століття, однак тривалий час перебував у занедбаному стані, частина території була приватизована.
У квітні 2015 року відбулося відкриття реконструйованого парку — за місяць, на базі старого парку, створили абсолютно новий об'єкт, позаяк парк радянського періоду від дня свого заснування не був облаштованим.
На території парку росте багато дерев, поміж яких проходять вимощені доріжки, велодоріжки та лавки з ліхтарями, ростуть декоративні дерева, кущі, квіти. Облаштовано зону для вигулу й тренування собак та зону для дозвілля: зі столиками, мангалами, альтанками. Поруч із головним входом розміщена літературна кав'ярня. У 2018 році, біля прокату велосипедів, встановили велетенську шахівницю.